# La vita responsabile
La vita responsabile (Widerstand und Ergebung. Briefe und Aufzeichnungen aus der Haft. Neuausgabe) è un breve testo scritto da Dietrich Bonhoeffer per essere offerto in occasione del Natale 1942 agli amici Hans von Dohnányi, Hans Oster ed Eberhard Bethge. 
Un esemplare fu conservato sotto le travi del tetto della casa dei genitori a Charlottenburg, in Marienburger-Alleee 43.
Successivamente queste dense pagine sono state pubblicate all'interno dell'opera postuma Resistenza e resa; e, in edizione autonoma a cura di Natale Benazzi, nel 2015 per la casa editrice San Paolo.

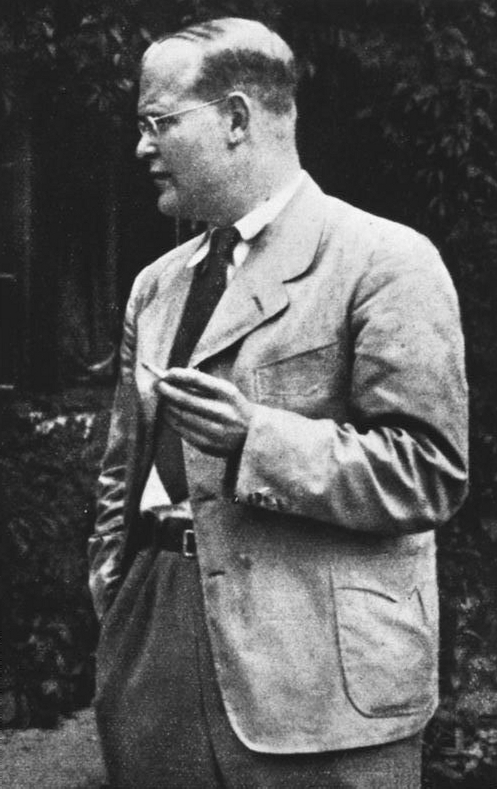
Dietrich Bonhoeffer, 1939 (Bundesarchiv)

## Natale 1942: un dono agli amici
Tra il 1940 e il 1942 Bonhoeffer si avvicina sempre di più ai gruppi di resistenza e cospirazione contro Hitler; già dal settembre 1940 la Gestapo gli vieta di parlare in pubblico. La sua attività - svolta nella consapevole accettazione delle conseguenze - lo condurrà alla morte. Sarà arrestato dai nazisti il 5 aprile 1943 e confinato prima nel carcere militare di Tegel, poi nel campo di concentramento di Flossenbürg, dove morirà per impiccagione il 9 aprile 1945.
È dunque con piena consapevolezza che, in occasione del Natale 1942, Bonhoeffer consegna agli amici queste riflessioni, un vero e proprio "testamento spirituale".

## Tematiche
Il testo, molto breve, affronta però i temi principali della riflessione di Bonhoeffer, in uno stile "dialogico" che nulla toglie alla loro profondità. 
Nell'esaminare gli ultimi dieci anni trascorsi, Bonhoeffer coglie in essi - nonostante tutto - l'occasione per una presa di coscienza, come singolo e come comunità (in primo luogo gli amici ai quali lo scritto si rivolge, ma anche gli uomini di buona volontà di ogni tempo e di ogni luogo). Una presa di coscienza che non può non diventare "vita responsabile".
L'autore si chiede cosa significhi pensare in modo responsabile nelle grandi svolte della storia; riflette sul fallimento delle cosiddette persone "ragionevoli", che davanti al male e delusi dall'assenza di ragione nel mondo, finiscono per ritrarsi da esso, rinunciando ad agire e coltivando esclusivamente la virtù privata; indaga in profondità e senza reticenze nel dramma del popolo tedesco («Che cosa sta dietro all'assenza di coraggio politico, di cui tanto ci si lamenta?»). Tutto ciò non conduce però Bonhoeffer al disprezzo per gli uomini, ma alla scelta della fiducia, nella consapevole accettazione dell'esperienza del tradimento, che a nessuno è risparmiata. 
La vita responsabile, in qualsiasi epoca (perfino la più oscura) è dunque per Bonhoeffer «forza di resistenza interiore contro ciò che ci viene imposto» e capacità di osare l'ottimismo: non certo l'ottimismo «stupido, vile», ma una indomabile «volontà di futuro».